# Hypovirus
Famille
Genre
Hypovirus est un genre de mycovirus, le seul de la famille des Hypoviridae. Comme pour tous les mycovirus, les champignons servent d'hôtes naturels aux virus de ce genre. 

## Espèces
Il existe actuellement quatre espèces de ce genre, y compris les espèces de type Cryphonectria hypovirus 1. Ces espèces permettent la réduction de la virulence (hypovirulence) du champignon-hôte.

## Structure
Le diamètre est d'environ 50 à 80 nm. Les génomes sont linéaires, d'environ 9-13 kb de longueur. Le génome a 1 ou 2 cadres de lecture ouverts.

## Cycle de vie
La réplication virale est cytoplasmique. La réplication suit le modèle de réplication du virus à ARN à double brin. La transcription du virus ARN à double brin est la méthode de transcription. Le virus sort de la cellule hôte par un mouvement de cellule à cellule. Les Fungi servent d'hôtes naturels.

## CHV1 - hypovirulence au chancre du châtaignier
Le virus Cryphonectria hypovirus 1 (CHV-1) est le seul hypovirus trouvé en Europe jusqu'en 2000. Il est connu pour réduire la virulence (hypovirulence) du champignon Cryphonectria parasitica qui cause le chancre du châtaignier. Bien que les symptômes soient bénins chez les espèces de châtaigniers asiatiques qui ont co-évolué avec le champignon, ils sont très graves chez le châtaignier nord-américain (C. dentata) et aussi chez le châtaignier européen (C. sativa). Hypovirus a été utilisé en Europe pour la protection contre le chancre du châtaignier depuis les années 1970.

## Référence biologique
- (en) ICTV : Hypoviridae  (consulté le 26 janvier 2021)
- (en) ICTV : Hypovirus  (consulté le 26 janvier 2021)